# Нойнкірхен (Баден-Вюртемберг)
Нойнкірхен (нім. Neunkirchen) — громада в Німеччині, знаходиться в землі Баден-Вюртемберг. Підпорядковується адміністративному округу Карлсруе. Входить до складу району Неккар-Оденвальд.
Площа — 15,95 км2. Населення становить 1854 ос. (станом на 31 грудня 2020).